# Asteusloffia
Asteusloffia is een geslacht van uitgestorven kreeftachtigen uit de klasse van de Ostracoda (mosselkreeftjes).

## Soorten
- Asteusloffia initialis (Sarv, 1959) Schallreuter, 1993 †
- Asteusloffia polynodulifera (Hessland, 1949) Schallreuter, 1993 †
- Asteusloffia separata (Steusloff, 1894) Schallreuter, 1993 †